# 斯梅爾傑赫河
斯梅爾傑赫河（烏克蘭語：Смердех），是烏克蘭的河流，位於該國西部利沃夫州，屬於柳巴奇夫卡河的右支流，發源自内梅里夫以東，流經亞沃里夫區，河道全長16公里，流域面積39平方公里。